# Khaílino
Khaílino (en rus: Хаилино) és un poble del krai de Kamtxatka, a Rússia, que el 2021 tenia 504 habitants. Pertany al districte de Tilítxiki.